# オロ
オロ(Oro)は、カプコンの対戦型格闘ゲーム『ストリートファイターIII』シリーズなどに登場する架空の人物。

## 概要
『ストリートファイターIII』（以下『ストIII』と表記）の第1作から登場するアマゾン奥地に隠れ住む仙人。豪鬼すら若僧扱いするほどの年月を生き、年齢は140を超えているらしい。日系人との噂もある。
特殊な技が多い仙術を使う。あまりに強すぎるらしく、片腕を自身の体に巻き付けている布で覆い、封印して戦うが、『3rd STRIKE』からは一部のスーパーアーツで一時的に腕の封印を解く。日常生活上では、食事時だけ片腕の封印が自動的に解かれる。また、睡眠から覚めた際に、どちらの腕を封印していたのか忘れてしまい、封印中の腕が左右逆になってしまうこともある。
リュウを弟子にしようとしているが、変人扱いされているために避けられている。逆にショーンからは弟子の掛け持ちをしたいとせがまれたりする。
ステージは『2nd IMPACT』までは独自のもの（アマゾンの洞窟）だったが、『3rd STRIKE』ではショーンと共通（時間帯が異なる）になっている。
『ストリートファイターV』（以下『ストV』と表記）ではダルシムのストーリーモードに登場し、ダルシムからは「仙術を極めた仙人」として尊敬されており、今度カレーを奢るようにと約束する。後にSEASON2で追加されたメナトのストーリーにも登場し、SEASON5ではオロ自身がプレイヤーキャラクターになる。また、メナトの師匠であるローズとも知己の間柄であり、自身のストーリーと彼女のストーリー双方でベガ滅亡後に漂う不穏な気配を懸念してやってきた彼女の相談に応じている。
『ストV』のプレイヤーキャラクター版は片腕を封印せずに一方の手にペットの亀「山千」を所持して、もう一方の手のみを攻撃に使う。
真似事ではあるが殺意の波動を身に纏うことができ、ダルシムとの力の根源の話の中でカラビ・ヤウ多様体の話を出してくるなど、ただ強いだけでなく知恵も優れた仙人。

## ゲーム上の特徴
『3rd STRIKE』からはスーパーアーツのコマンドをボタン同時押しで入力することにより、新規に追加された異なるスーパーアーツ（下記で「SA〜'」としてあるもの）が使用できる。「天狗石」発動時の強力な画面端でのコンボや「夜行魂」を使ってのガード不能連係（旧基板限定）などがある。

## 技の解説

### 通常技
『ストIII』シリーズでの技名称を掲載。
| 操作     | 立ち（近距離） | 立ち（遠距離）            | しゃがみ | 垂直ジャンプ | 斜めジャンプ |
| -------- | -------------- | ------------------------- | -------- | ------------ | ------------ |
| 弱パンチ | 肘打ち         | 平手突き                  | 平手突き | 飛び手刀     | 回転肘落とし |
| 中パンチ | 打ち上げ突き   | まわし肘(※1) / 貫き手(※2) | 貫き手   | 飛び手刀     | 回転肘落とし |
| 強パンチ | かちわり斧     | かちわり斧                | 払い手刀 | 飛び手刀     | 独楽落とし   |
| 弱キック | 膝蹴り         | 前蹴り                    | 屈み蹴り | 飛び膝       | 飛び膝       |
| 中キック | 打ち込み膝     | はね回し蹴り              | 屈み蹴り | 飛び膝       | 飛び膝       |
| 強キック | 首狩り足刀     | 首狩り足刀                | 足払い   | 飛び回し蹴り | 仏跳蹴       |

※1 『1st』および『2nd』まで。
※2 『3rd』以降。

### パーソナルアクション
立ったまま居眠りをする。これを行うとスタン値が回復する。やり続けると効果が持続する。『ストV』では挑発が同様のものになっているが、特別な効果は無い。

### 通常投げ
首絞め肩車
相手の肩に飛び乗って、首を腕で締め上げる。『ストV』では使用しない。
巴投げ
相手を後方に投げ飛ばす。『ストV』では後方投げとして使用。
空中地獄車
空中で掴んだ相手と共に地面に落下して膝を乗せて叩きつける空中投げ。
椰子砕き
『ストV』の前方投げ。相手の体勢を崩し肩に飛び乗り首を足で挟み肘打ちを決めた後、蹴り飛ばす。

### Vシステム
鬼火（おにび）[VスキルI]
山なりの軌道でゆっくり飛ぶ気弾を放つ飛び道具。レバーとの組み合わせで気弾の軌道が変化する。
蓑虫（みのむし）[VスキルII]
前方に回転しながら小さくジャンプする移動技。動作中にパンチボタンで中段判定の手刀を繰り出す「杮落とし」、キックボタンで飛び蹴りを放つ「枝打ち」にそれぞれ派生する。
万力丹（まんりきたん）[VトリガーI]
発動すると後述の「鬼神力」と「鬼神空中地獄車」が使用可能になる。
天狗石（てんぐいし） / 天狗乱石（てんぐみだれいし）[VトリガーII]
一定時間、自分の攻撃に追従するガラクタや岩などの物体を3つ（何が来るかはランダム）自分の周囲に集める。
レバーを下に入力しながら発動すると「天狗乱石」になり、集まる物体が3つから5つに増えるが、ゲージの消費量が「天狗石」よりも多くなる。
葦払い（あしばらい）[Vリバーサル]
両足蹴りで反撃する。
大甲割り（おおかぶとわり）[Vシフトブレイク]

### 特殊技
まわし肘（まわしひじ） / 返し拳骨（かえしげんこつ）
踏み込んで裏拳を繰り出す。『2nd IMPACT』までは通常技だった。
『ストV』では技名が「返し拳骨」になっている。
飛び膝（とびひざ）
『ストV』の特殊技。飛び上がりながら膝蹴りを放つ。『ストIII』シリーズのリープアタックと同様の技。
跳ね上段回し（はねじょうだんまわし）
『ストV』の特殊技。踏み込みながら回し蹴りを放つ。
連ね打ち上げ（つらねうちあげ）
『ストV』の特殊技。立ち中キックから立ち中パンチを繋げるターゲットコンボ。
追い鬼火（おいおにび）
「連ね打ち上げ」からVスキルIに繋げるターゲットコンボ。VスキルIを選択している時のみ使用可能。
追い蓑虫（おいみのむし）
「連ね打ち上げ」からVスキルIIに繋げるターゲットコンボ。VスキルIIを選択している時のみ使用可能。
追加入力で「追い杮落とし」、「追い枝打ち」に派生可能。

### ターゲットコンボ
近距離立ち弱キック→立ち中キック
『3rd STRIKE』で使用する唯一のターゲットコンボ。

### 必殺技
日輪掌（にちりんしょう）
腕を伸ばして気弾を放つ。ボタンにより発射される角度が変わる。
鬼ヤンマ（おにやんま）
肘で打ち上げながら飛び上がる対空系の技。
人柱渡り（じんちゅうわたり）
大きく跳んで、空中から左右の踏みつけ蹴りを入れる。
人柱登り（じんちゅうのぼり）
「人柱渡り」の空中版で、空中に停滞して繰り出す。こちらはボタン連打で蹴る回数を増やせる。
仁王力（におうりき）
片手で相手を掴んで、地面に3度叩き付ける打撃投げ。後述のSA「鬼神力」の発動中は投げ判定になる。
連ね蹴足（つらねけあし）
『ストV』で追加された技。弱は前蹴り、中と強は蹴り上げから踵落としを繰り出す。EX版はさらにバク転蹴りで相手を上空に打ち上げる。
鬼神力（きしんりき）
『ストV』で VトリガーI発動中に使用可能な投げ技。相手を掴み何度も地面に叩き付けた後、後方に投げ飛ばす。
必殺技を含めた打撃技をキャンセルして出す事も可能。
鬼神空中地獄車（きしんくうちゅうじごくぐるま）
『ストV』でVトリガーI発動中に使用可能な空中投げ。「空中地獄車」の後にダウンした相手を何度も踏み付ける。
必殺技を含めた打撃技をキャンセルして出す事も可能。

### スーパーアーツ
SA1 - 鬼神力（きしんりき）
- ストック数 [全作-1] ゲージの長さ [1st-112/2nd-96/3rd-104] （単位：ドット）

技を完成させると体が発光して、一定時間パンチボタンで専用の投げ技が出るようになる。
専用の投げ技は地上では「仁王力」同様に地面に叩きつけてから遠くに放り投げる。発動時間内であれば何回でも投げられるが、3回が限界。
空中版（鬼神空中地獄車）は空中の相手のみ掴むことができ、浮かせた相手への空中追撃にもなる。
『ストV』ではVトリガーI発動中に使用可能な必殺技として使用する。
SA1' - 鬼神槌（きしんつい）
- ストック数 [3rd-1] ゲージの長さ [3rd-104]

「鬼神力」から性質が変わり、前にステップして掴みにかかる投げ技となっている。
SA2 - 夜行魂（やぎょうだま）
- ストック数 [全作-3] ゲージの長さ [全作-88]

ゆっくりと飛ぶ大きな気弾を放つ。ボタンにより飛ぶ軌道が変わる。弾発射後はすぐに行動が可能で、また画面内に気弾が残っていても続けて出すことができるため、ストック数分を連続で発射も可能。
『ストV』では同様の性能を持つVスキルIの「鬼火」として使用する。
SA2' - 夜行大魂（やぎょうおおだま）
- ストック数 [3rd-1] ゲージの長さ [3rd-88×3]

片腕の封印を解き、ジャンプして空中から巨大な気弾を投げつける。ゲージストックMAX時専用技。
SA3 - 天狗石（てんぐいし）
- ストック数 [全作-1] ゲージの長さ [1st-96/2nd・3rd-112]

一定時間、自分の攻撃に追撃するガラクタや岩などの物体を3つ（何が来るかはランダム）自分の周囲に集める。
『ストV』ではVトリガーIIとして使用する。
SA3' - 天狗乱石（てんぐみだれいし）
- ストック数 [3rd-1] ゲージの長さ [3rd-112]

集まる物体が3つから5つに増えるが、発動時間は「天狗石」よりも短くなる。物体が空中でヒットすると相手を浮かせて空中追撃を続けることができる。
『ストV』ではVトリガーIIとして使用する。

### クリティカルアーツ
大神仙力（だいしんせんりき）
相手に飛びかかり空中に放り投げた後、自身も飛び上がり相手に頭突きを決め、その体勢のまま地面に落下した後、再度飛び上がり空中から巨大な気弾を放つ。全体的な技の流れとしては「鬼神槌」から「夜行大魂」に繋げるようなものになっている。

## 担当声優
- 徳丸完（『ストリートファイターIII』および『2nd IMPACT』）
- 松山鷹志（『3rd STRIKE』、『ストリートファイターV』日本語ボイス）
- デイブ・フェノイ（『ストリートファイターV』英語ボイス）

## 他のメディアのオロ
中平正彦の漫画『RYU FINAL』ではリュウを半ば強引に弟子にして、彼の旅について回り、「真の格闘家」に至るアドバイスを行う。『3rd STRIKE』よりも先に片腕の封印を解いて闘う姿が描かれ、両手での「夜行魂」を繰り出している。

## 別ゲームへの客演
SNK VS. CAPCOM 激突カードファイターズ全シリーズ（トレーディングカードゲーム版も含む）
プレイヤーキャラクターカードとして登場している。
CAPCOM FIGHTING Jam
ジャングルステージの背景上部で寝袋に入ってぶら下がっている。